# Chiesa in Valmalenco
Chiesa in Valmalenco  ist eine Gemeinde in der Provinz Sondrio in der Lombardei, Italien.

## Lage und Einwohner
Chiesa in Valmalenco liegt 15 Kilometer nördlich von der Provinzhauptstadt Sondrio im Valmalenco, (einem Seitental des Veltlin). Die am Gebirgsbach Mallero liegende Gemeinde hat 2261 Einwohner (Stand 31. Dezember 2024) auf 114 km². Chiesa in Valmalenco hat in ihrem nördlichen Gemeindegebiet eine Grenze zum Kanton Graubünden, Schweiz.
Die Nachbargemeinden sind Buglio in Monte, Caspoggio, Lanzada, Sils im Engadin/Segl (CH-GR), Stampa (CH-GR), Torre di Santa Maria und Val Masino.

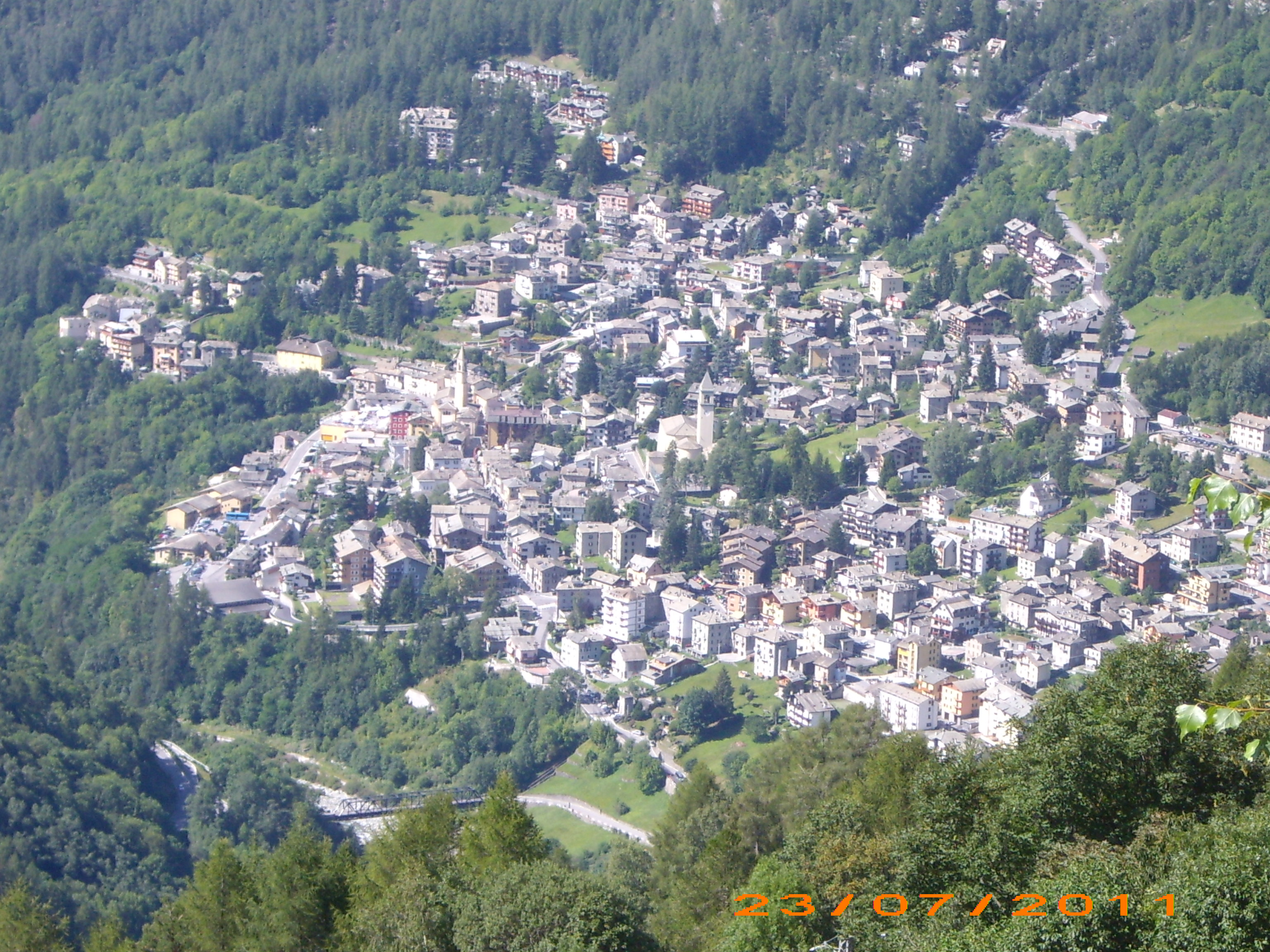
Chiesa in Valmalenco

## Sehenswürdigkeiten
- Museo storico naturalistico della Valmalenco, gegründet im Jahr 1972

## Sport
Am 4. Juni 1998, in der 13. Etappe des Giro d’Italia von Bergamo nach Chiesa in Valmalenco gewann der Schweizer Tony Rominger. Im März 2012 sowie 2013 fanden die Junioren-Weltmeisterschaften im Freestyle-Skiing in Chiesa in Valmalenco statt. Im Februar 2013 war der Ort zudem erstmals Austragungsort eines Europacup-Rennens.

## Persönlichkeiten
- Antonio Schenatti (1935–2004), Skilangläufer